# The Guardian
The Guardian (do 1959. godine poznat pod nazivom The Manchester Guardian) britanske su lijevo-liberalne dnevne novine koje izdaje Guardian Media Group. Osnovane su godine 1821. a predstavljaju jedinu britansku novinu čiji je vlasnik fondacija (Scott Trust).
Uz dnevne novine postoji i posebno tjedno izdanje The Guardian Weekly, koje osim sažetaka članaka iz The Guardiana sadrži i članke iz sestrinskog lista The Observera, te recenzije prethodno objavljene u The Washington Postu, odnosno prevedene iz francuskog Le Mondea.
The Guardian je u siječanj 2009. imao dnevni tiraž od 358.844 primjeraka, iza The Daily Telegrapha i The Timesa, ali ispod The Independenta. Mrežne stranice The Guardiana - guardian.co.uk - jedne su od najposjećenijih internetskih stranica na engleskom jeziku.

## Vanjske poveznce
- Službena stranica